# Anita Garibaldi
Ana Maria de Jesus Ribeiro (Laguna, Santa Catarina, Brasil, 30 de agosto de 1821- Mandriole de Rávena, Italia, 4 de agosto de 1849), más conocida como Anita Garibaldi, fue una revolucionaria republicana brasileña, la combativa esposa de Giuseppe Garibaldi, apodada la Heroína de los Dos Mundos.

## Primeros años
Ana María nació en 1821, en lo que hoy es el Sur de Brasil, en la entonces aldea de Morrinhos (Morriños, o Morritos), suburbio de la ciudad catarinense de Laguna, sus padres eran los descendientes de inmigrantes de las Azores María Antonia de Jesús y Bento Ribeiro da Silva, los cuales eran ganaderos y tuvieron 4 hijos más. Ana desde pequeña se hizo notar por su inteligencia y su carácter libre. 
Falleció su padre, además de sus tres hermanos en poco espacio de tiempo. En 1835 a los quince años -y por insistencia de su madre- se casó por la iglesia con un zapatero enriquecido por la ganadería llamado Manuel Duarte Aguiar. Después de algunos meses de conocer a Garibaldi, el 23 de octubre de 1839 éste se presentó en casa de Anita y se la llevó, "sin encontrar resistencia por parte de nadie y mucho menos de ella".

## Aventuras en Sudamérica
En 1837 durante la llamada Guerra de los Farrapos ("Guerra de los harapos"), Giuseppe Garibaldi al servicio de la República Riograndense tomó la ciudad portuaria de Laguna que pasó a ser la primera capital de la República Juliana, y en el puerto de allí, conoció a la brasileña Anita y desde entonces quedaron unidos de por vida. Quedó entusiasmada ante los ideales democráticos y liberales de Garibaldi y pidió dado su aventurero carácter que él le enseñara a luchar con la espada y a disparar, convirtiéndose en una consumada soldado.
Anita acompañó a Garibaldi en sus combates en Brasil, en Santa Catarina y Rio Grande. En la batalla de Curitibanos, Garibaldi quedó descolgado del frente perdiendo a Anita, la cual fue capturada por el grupo rival. En su cautiverio sus guardianes le dijeron que Garibaldi había muerto, lo que Anita lamentó mucho por su amado.

## Viaje a Europa
La brasileña Anita fue enviada como embajadora a Italia por Garibaldi, en donde fue aclamada, para preparar el terreno ante la vuelta de Garibaldi, quien llegó junto a Juan Lamberti con mil camisas rojas para luchar en la primera guerra de la independencia italiana contra Austria.
Durante esta guerra se proclamó la República Romana, que fue atacada por napolitanos y franceses, y defendida por Garibaldi y Anita, embarazada de su quinto hijo, junto con Aurelio Saffi y Carlo Armellini, como comandantes. La república fue derrotada y Garibaldi tuvo que huir, buscando refugio en San Marino; durante la retirada Anita enfermó y murió de fiebre tifoidea cerca de Rávena el 4 de agosto de 1849. Garibaldi estuvo exiliado hasta 1854, cuando estalló la segunda guerra de la independencia.
Anita estuvo presente en el corazón de Garibaldi durante toda su vida, pese a que se casó dos veces más.
Su sepulcro está junto al de Giuseppe Garibaldi en la colina romana del Janículo en donde tienen sendas estatuas ecuestres. La avenida costanera de Nervi contigua a Génova lleva su nombre.[cita requerida]
Dos municipios del estado de Santa Catarina en Brasil la homenajean: Anita Garibaldi y Anitápolis.